# Вело
Вело (фр. Velaux) — коммуна на юго-востоке Франции в регионе Прованс — Альпы — Лазурный Берег, департамент Буш-дю-Рон, округ Экс-ан-Прованс, кантон Бер-л’Этан.
Площадь коммуны — 25,23 км², население — 8221 человек (2006) с выраженной тенденцией к росту: 8664 человека (2012), плотность населения — 343,4 чел/км².

## Население
Население коммуны в 2011 году составляло 8589 человек, а в 2012 году — 8664 человека.
| 1962 | 1968 | 1975 | 1982 | 1990 | 1999 | 2006 | 2007 | 2011 | 2012 |
| ---- | ---- | ---- | ---- | ---- | ---- | ---- | ---- | ---- | ---- |
| 1360 | 1690 | 2638 | 5447 | 7265 | 7603 | 8221 | 8305 | 8589 | 8664 |

Динамика населения:

## Экономика
В 2010 году из 5412 человек трудоспособного возраста (от 15 до 64 лет) 3976 были экономически активными, 1436 — неактивными (показатель активности 73,5 %, в 1999 году — 66,0 %). Из 3976 активных трудоспособных жителей работали 3617 человек (1879 мужчин и 1738 женщин), 359 числились безработными (155 мужчин и 204 женщины). Среди 1436 трудоспособных неактивных граждан 469 были учениками либо студентами, 532 — пенсионерами, а ещё 435 — были неактивны в силу других причин.
На протяжении 2010 года в коммуне числилось 3289 облагаемых налогом домохозяйств, в которых проживало 8407,5 человек. При этом медиана доходов составила 24 тысячи 506 евро на одного налогоплательщика.